# Hugh Allison
Hugh Allison (* 29. September 1982 in Harlow, Essex, Vereinigtes Königreich) ist ein britischer Dramatiker, Lichtplaner, Regisseur und Schauspieler, der hauptsächlich in der freien Theaterszene von London tätig ist.

## Leben
Zu Hugh Allisons Theaterrollen zählen beispielsweise Osric und Reynaldo in Hamlet. Er spielte in Stücken wie This Is A Chair, The Real Inspector Hound und Audience mit oder wirkte als Erzähler in Gunga Din. Zu seinen Regiearbeiten gehören Rosalind & The Bear, Taj oder Eclipsed. Allison hat eine eigene Theatertruppe. Allison ist ebenfalls als Filmschauspieler in Fernsehproduktionen und mehreren Kurzfilmen aufgetreten.
Allison erteilt an der School of Everything in London Schauspielunterrichter und gibt Kurse zu Shakespeare, Monologtechniken und Regieführung für Anfänger und Fortgeschrittene. Er ist als Freier Schriftsteller beim Wireless Theatre tätig, als Kolumnist bei DLDhistory und „Artistic Director“ bei Blank Pages, HuRica Productions und The Yellowchair Performance Experience.

## Werke (Auswahl)
- 2001: Pink (D)
- 2003: TaJ (D/R)
- 2004: Pretty Boy
- 2005: Rosalind, The Bear (R,Doppelvorstellung)
- 2006: Appropriate Attire (D/R)
- 2006: The Source of All The Evil (D/R)
- 2006: KissCumKiss (R)[5].
- 2006: Eclipsed (R)[6].
- 2007: Worship (D)
- 2007: What Andrew Heard (R)[7].
- 2007: Gospel (R).
- 2007: Life Support (R)[8].
- 2008: Powerplay (D)
- 2008: It Falls Foul Of The Law (D)
- 2008: Staying In (D)
- 2008: Waiting For German (D)
- 2008: Numbers, Embassyland (R, Doppelvorstellung)[9].
- 2009: Little Billy Shakespeare (D)
- 2009: A Christmas Carol (R/L)[10].
- 2009: Richard II (R)[11].
- 2009: A Midsummer Night’s Dream (R, „Ein Sommernachtstraum“)[12]
- 2010: Call On Me (D)
- 2010: Gag Tractor (D)
- 2010: Shared Accommodation (D, in Zusammenarbeit mit Eva Maler)[13].

Abkürzungen (D = Drehbuch, R = Regie, L = Lichtplanung)

## Lichtplanung (Auswahl)
- 2004: Blue Moon True (Weltpremiere)[16].
- 2005: The Collector[17].
- 2005: The Crucible[18].
- 2006: Back the Beat
- 2007: As It Seems
- 2009: Jackajack[19].
- 2010: The Other Roof
- 2011: The Lady of Pleasure

## Filmografie
- The Human Factory … als Geschäftsmann[20].
- Odd Socks … als Eric[21].
- Bird … als Joe[21]
- The Cult … als Raymond .
- Domestic Disturbances … als Rex[21]
- Amazing Grace … als Pitts Caddie .

## Theater
- The Real Inspector Hound[21]
- Heinrich VIII[21]
- Let Each Take His Part[22].
- Wie Es Euch Gefällt[23].
- Gone Beyond Recall: British Music Hall (Erzähler, der auch Gunga Din rezitiert)[24].
- Der Widerspenstigen Zähmung[21]